# Kanton Roquecourbe
Der Kanton Roquecourbe war bis 2015 ein französischer Wahlkreis im Arrondissement Castres, im Tarn und in der Region Midi-Pyrénées. Hauptort war Roquecourbe. Vertreter im Generalrat des Départements war zuletzt von 1998 bis 2015 Jean-Marie Fabre (DVG).
Der Kanton war 97,64 km² groß und hatte 6248 Einwohner, was einer Bevölkerungsdichte von 64 Einw./km² entsprach. Im Mittel lag er 325 Meter über Normalnull, zwischen 176 und 700 Meter. 

## Gemeinden
Der Kanton bestand aus sechs Gemeinden:
| Gemeinde           | Einwohner Jahr | Fläche km² | Bevölkerungsdichte | Code INSEE | Postleitzahl |
| ------------------ | -------------- | ---------- | ------------------ | ---------- | ------------ |
| Burlats            | 1.998 (2013)   | 32,62      | 61 Einw./km²       | 81042      | 81100        |
| Lacrouzette        | 1.734 (2013)   | 28,77      | 60 Einw./km²       | 81128      | 81210        |
| Montfa             | 462 (2013)     | 10,69      | 43 Einw./km²       | 81177      | 81210        |
| Roquecourbe        | 2.306 (2013)   | 16,65      | 138 Einw./km²      | 81227      | 81210        |
| Saint-Germier      | 144 (2013)     | 4,16       | 35 Einw./km²       | 81252      | 81210        |
| Saint-Jean-de-Vals | 83 (2013)      | 4,75       | 17 Einw./km²       | 81256      | 81210        |